# Osbornellus capitatus
Osbornellus capitatus är en insektsart som beskrevs av Delong och Knull 1941. Osbornellus capitatus ingår i släktet Osbornellus och familjen dvärgstritar. Inga underarter finns listade i Catalogue of Life.